# 박민규 (작가)
박민규(1968년 ~ )는 대한민국의 작가이다.
1968년 울산광역시에서 태어났으며, 중앙대학교 문예창작학과를 졸업했다. 장편소설 《지구영웅전설》로 2003년 문학동네 신인작가상을 받으며 등단했다. 곧이어 《삼미슈퍼스타즈의 마지막 팬클럽》으로 제8회 한겨레문학상을 수상, 일약 주목받는 작가가 된다.
《카스테라》로 2005년 제23회 신동엽창작상을 수상했으며, 장편소설로 《삼미슈퍼스타즈의 마지막 팬클럽》, 《핑퐁》이 있다. 2007년 〈누런 강 배 한 척〉으로 제8회 이효석문학상을 수상하였다. 2010년 〈아침의 문〉으로 제34회 이상문학상을 수상했다.
박민규의 세계관 또한 독특한데 그는 《삼미슈퍼스타즈의 마지막 팬클럽》에서 자신을 이렇게 소개했다.
| “ | 어릴 때부터 학교 가기가 싫었다. 커서도 학교 가기가 싫었다. 커닝을 해 대학에 붙긴 했지만 여전히 학교 가기가 싫었다. 중앙대 문예창작학과를 졸업했다. 먹고 살기가 문학보다 백 배는 중요하다고 생각했다. 회사를 다니기 시작했다. 회사 가기가 좋을 리 없었다. 해운회사, 광고회사, 잡지사 등 여러 직장을 전전했다. 8년이란 세월이 흘렀다. 불현듯, 소설이 쓰고 싶어졌다. 직장 생활을 접고 글쓰기를 시작했다. 꼴에 《지구영웅전설》로 문학동네 신인작가상을 수상했다. 현재는 쉬엄쉬엄 밴드 연습도 하며, 밥 먹고 글 쓰고 놀며 나무늘보처럼 지내고 있다. 누가 물으면, 창작에 전념한다고 얘기한다. “말로는 뭘 못해”라고 모두를 방심시킨 후, 정말이지 창작에 전념하고 있다. | ” |

## 세계관
박민규 소설의 요체는 화자의 외로움에 있다. 그 외로움은 화자의 정체성과 타자와의 관계성에 대한 질문을 낳고, 세계란 무엇인가에 대한 나름의 자문자답을 생성한다. 그리하여 텍스트 내부에서는 끊임없이 붕괴된 화자의 내면이 그려지고, 그것의 기원이 되는 초라한 가정, 화자를 따돌리는 학교, 소외를 강요하는 사회, 후기자본주의에 물든 타락한 시대, 화자를 배제하는 세계, 개체를 외면하는 인류, 지구를 객관화하려는 우주 등이 화자의 상상 속에서 해체되고 재구성되면서 종횡무진한 널뛰기 같은 사유가 진행된다.
상상력의 수준에서 보면 박민규의 소설은 가볍고 경쾌하다. 그러나 거기에서 그친다면 그의 작품은 대중소설이나 인터넷 소설과 다를 바가 없다. 그의 소설이 보여주는 문제의식은 진중하게 당대의 모순점들을 포착하고 있다. 그런 점에서 그의 형식적 가벼움은 내용적 무거움과 이질적으로 조합되면서 새로운 소설 문법을 형성한다. 그것은 기승전결이라는 논리적 인과성과 서사적 필연성을 필요로 했던 전통 서사에 대한 하나의 반기에 해당한다. 꼬리에 꼬리를 물면서 전개되는 1인칭 화자의 장광설은 때로는 시대의 정곡을 찌르고 때로는 신경증에 걸린 환자의 어법이 되기도 한다. 그리하여 '믿거나 말거나'식 소설의 세계를 빚어낸다.
《지구영웅전설》(2003)에서 《삼미슈퍼스타즈의 마지막 팬클럽》을 거쳐 《카스테라》(2005)를 지나 《핑퐁》(2006)에 이르기까지 박민규가 그려낸 네 권의 지도는 1인칭 화자의 시점으로 '나와 세계, 나와 지구, 나와 인류, 나와 우주, 나와 후기자본주의'의 관계에 대해 가볍고도 진지하고 무거우면서도 얼떨떨한 질문과 그럴듯 하면서도 아무렇게나 혹은 어쨌거나 그렇고 그렇다는 식의 의뭉스런 대답을 내놓는다. 그러므로 '무규칙 이종소설가'인 박민규의 어투에 빠지면 결코 헤어 나올 수 없다. 아닌 것 같으면서도 끌리고, 끌려가다 보면 이런 식은 아닌데라는 밀고 당김의 거리 조정에서 생겨나는 미묘한 미학적 파장이 그의 매력임을 알게 되기 때문이다. 그의 작품이 걸어온 궤적을 살펴보면 그것이 곧 21세기 한국소설의 새로운 가능성과 방향성에 대한 하나의 존재론적 표정을 보여준다는 사실을 알 수 있다. 그러나 박민규는 거기에서 멈추지 않는다. 〈누런 강 배 한 척〉에서 그는 한결 원숙하면서도 진지하게 생을 조망하는 시선을 보여준다. 물론 박민규식 '의표 찌르기'가 이 작품에서도 나타나지만, 이전 작품들에서 보여준 장광설의 수사학이 내면화되고 있음은 변화를 암시하는 징후로 읽힌다.

## 표절
박민규의 대표작《삼미슈퍼스타즈의 마지막 팬클럽》은 1998년 PC통신 게시판에 '거꾸로 보는 프로야구'라는 제목으로 연재되었던 글을 도용한 표절작이라는 주장이 있다. 또한 단편 《낮잠》도 일본작가 히로가네 켄시의 만화 《황혼유성군》의 표절작이라는 논란이 있으나 98년도의 pc통신 시대에는 인터넷 창작물에 대한 저작권리의 인식이 없던 시기이고 pc통신과 인터넷 정서를 담은 글쓰기를 국내 문학에서 초창기에 시도했던 작가라는 점과 지구영웅전설을 비롯해 칼럼에서 마블코믹스, 철권을 비롯한 다양한 게임과 영화를 패러디와 패스티쉬했던 글이 어디까지 표절이며 오마주로 봐야할것인가에 대한 다툼의 여지가 있다.
박민규는 논란이 제기된 초기에 이를 부정하였으나, 이후 지적재산권에 대한 이해가 부족하였음을 인정했다. 이에 따른 원작자에 대한 보상이나 저작권 조정 등의 후속 조치가 있었는지는 알려지지 않았으나 표절 문제를 제기한 문학평론가 정문순·최강민 외에 pc통신 글의 원작자나 히로가네 켄시가 공개적으로 법적인 절차나 문제제기를 하지 않았기에 논란은 마무리가 되었다 .

## 주요작품

### 지구영웅전설
내 이름은 바나나맨. 

슈퍼맨 배트맨 원더우먼 아쿠아맨과 함께 

이 지구를 지키는 슈퍼특공대의 일원이다. 

정의를 모르는 나쁜 무리들, 싸워 무찌른다. 

슈퍼특공대! 
— 본문 중에서

박민규의 소설은 화자의 외로움(=소외감)에 주목한다. 박민규의 이름을 처음으로 문단에 알린 《지구영웅전설》에서는 '바나나맨'이라는 화자의 캐릭터 자체가 이종적(겉은 한국계이지만 속은 미국계라는 점에서) 소외의 표상으로 등장한다. 미국의 DC코믹스가 창조해낸 만화주인공들, 즉 '슈퍼맨, 배트맨, 원더우먼, 아쿠아맨' 등이 '정의의 이름'으로 냉전 시대를 거쳐 미국의 신자유주의적 세계화의 기획을 '영웅'적 강제성으로 전 세계에 전파할 때, 희극적 영웅 캐릭터인 '바나나맨'은 기껏 포즈나 취해야 하는 존재로 그려진다.

박민규식 외로움의 표상인 '바나나맨'은 슈퍼특공대 영웅들에 대한 비판의 주체이자 희극화된 풍자의 대상으로 그려진다. 그는 열두살(1979년)까지 한국에서 살면서 세계가 '미국과 소련, 남과 북, 좋은 놈과 나쁜 놈' 등으로 선명하게 대립되어 있었음을 기억한다. 당시 만화의 영웅들이, '폐지 수집하는 아버지와 빌딩 청소일을 나가는 계모' 밑에서 늘 외롭게 혼자 생활하던 화자의 태생과는 전혀 다른 '슈퍼한 존재'들이었기에, 화자는 그들의 권선징악 이야기를 동경한다. 화자는 자신에게 즐거움을 주던 TV를 아버지가 부수어버리자 '슈퍼맨 흉내'를 내며 평범한 죽음으로 가장하기 위해 '빨간 보자기'를 목에 묶고, 러닝 가슴팍에 커다란 'S' 자를 그려 넣고 옥상에서 뛰어내려 자살을 시도한다. 이렇듯 한국에서 보낸 화자의 삶은 혼자서 상상하고 혼자서 결단하고 혼자서 몽상의 세계에 갇혀 지내던 시절로 표상된다. 

슈퍼맨의 도움으로 목숨을 건진 화자는 영웅을 꿈꾸지만 '지구의 영웅은 미국 백인'이라는 전제조건을 충족시켜야 하기 때문에 '영웅들의 친구'가 될 뿐이다. 하지만 화자의 캐릭터 회의에서 "겉은 노랗지만 속은 희다"는 이유로 화자는 각종 '포즈'만을 열심히 취하는 '바나나맨'으로 설정되어, 외양은 유색인종이지만 '백인의 영혼'을 지닌 '희극적 영웅'으로 탄생된다. '바나나맨'이 보기에, 냉전 시대에 무력의 논리를 대변하는 슈퍼맨이 '자유세계의 영역'을 넓히면, 세계적 자본의 위력을 표상하는 배트맨이 '국제통화기금(IMF)과 세계무역기구(WTO)'로 '통치의 체계'를 세우고, 그 다음에 원더우먼이 섹스에너지를 높여 '정의의 정착'을 이끌며, 통조림형 복제인가 '아쿠아맨'은 자유경제의 무역과 협상을 통제하는 바다의 왕자로, 거대한 네트워크를 형성한다. 이렇듯 '슈퍼맨, 배트맨, 원더우먼, 아쿠아맨' 등은 자신만의 독특한 캐릭터로 미국 중심의 신자유주의 질서를 세계적으로 강요하는 세계화의 첨병 역할을 수행한다. 

2001년 9월 12일 한국에서 평범한 영어강사로 살아가던 '바나나맨'은 한국이 '세계화를 향한 거대한 열기와 에너지'에 둘러싸여 있음을 자랑스러워한다. 그러나 어제 발생한 9·11테러 이후 '제3세계 민족주의'라는 새로운 적들이 나타났다고 말하는 슈퍼맨 앞에서 바나나맨은 자신의 '토킹, 고민, 친구, 차밍, 분노, 환희' 등의 포즈를 취해 보이며 여전히 '포즈는 자신의 삶 자체'라고 이야기한다. 이렇게 볼 때, 어쩌면 우리들은 미국 영웅들이 활보하는 시대에 포즈나 취하면서 살아가는 '바나나맨'일지도 모르는 것이다. 

《지구영웅전설》은 '슈퍼맨의 무력, 배트맨의 세계적 자본력, 복제 아쿠아맨의 무역 협상력, 원더우먼의 성욕 장악력' 등을 통해 '슈퍼특공대'가 미국의 제국주의적 이데올로기를 대리 실현하고 있음을 풍자한다. 특히 자살하려던 한국 소년을 데려다가 풍자와 비판의 이중적 주체인 '바나나맨'으로 분장시켜 희극적 영웅의 자세만을 취하는 인물로 형상화한 것은 미국과 한국의 관계에 대한 비판적 성찰을 유도한다. 미국의 슈퍼한 존재들은 슈퍼하지 않은 존재들을 소외시키거나 악의 무리로 배제하면서 그들만이 슈퍼해야 함을 강조한다. 이것이 박민규가 진단한 신자유주의적 세계화의 표상인 것이다.
| “ | 이 작가의 재능은 탁월한 미끄러지기에 있는 듯하다. 판타지인가 싶으면 풍자로 가고, 풍자인가 싶으면 다시 냉소로 간다. 냉소인가 하면 냉소의 건너편에 가서 블랙코미디가 된다. 그 블랙코미디는 또 그리 코미디가 아니다. 이 작가의 탁월한 질주와 미끄럼 타기가 어떤 새로운 세상을 우리에게 보여줄지 한번 기대해보고자 한다. - 도정일(문학평론가, 경희대 국문과 교수) - | ” |

| “ | 『지구영웅전설』은 우리에게 미국은 무엇인가, 라는 매우 묵직한 주제를 만화라는 대단히 가벼운 양식을 차용해 천착한 작품이다. 슈퍼맨 배트맨 원더우먼 아쿠아맨 등 미국이 창조한 지구적 영웅들의 활약상을 뒤집어 봄으로써 정치 경제 군사 문화 등 전 분야에 걸쳐 가속화되고 있는 '미국의 세계 지배 전략'의 실체를 폭로하고 그 문제점을 고발하고 있는 이 작품에서, 작가는 자칫 어깨에 힘이 들어갈 수도 있는 이러한 내용을 '참을 수 없는 만화의 가벼움'에 실어 전달함으로써 한 편의 유쾌한 소설로 만드는 데 성공하고 있다. 처음부터 끝까지 종횡무진 계속되는 작가의 입담도 어지간하고 현실을 비틀어보는 시선도 예리함을 잃지 않고 있다. - 남진우(시인, 문학평론가) - | ” |

| “ | 이 소설 『지구영웅전설』은 일단 재미있다. 그 재미는 우선 경쾌한 입심과 다양한 지식, 그리고 세상을 뒤집어 보는 시선으로부터 나온다. 단선적인 전개에도 불구하고 끝까지 단숨에 읽을 수 있는 것은 그 재미의 무기들을 잘 활용하는 능력에서 비롯된 것이리라. 더구나 그 재미를 가지고 겨냥하는 문제의식도 단순한 것만은 아니다. 우리가 향유하는 문화의 배후에 어떤 음모가 도사리고 있지는 않은가, 세계문화를 조정하려는 자본주의는 어떤 속성을 지니고 있는가, 인종적 열등의식은 미국식 제국주의에 의해 어떻게 조성되는가 등등, 흥미로운 질문들이 던져지고 있는 것이다. - 이인성(소설가, 서울대 불문과 교수) - | ” |

### 삼미 슈퍼스타즈의 마지막 팬클럽
…전부가 속았던 거야. '어린이에겐 꿈을! 젊은이에겐 낭만을!'이란 구호는 사실 '어린이에겐 경쟁을! 젊은이에겐 더 많은 일을! 시키기 위해 만들어졌다고 보면 돼. 우리도 마찬가지였지. 참으로 운 좋게 삼미슈퍼스타즈를 만나지 못했다면 아마 우리의 삶은 구원받지 못했을 거야. 삼미는 우리에게 예수 그리스도와도 같은 존재지. 그리고 그 프로의 세계에 적응하지 못한 모든 아마추어들을 대표해 그 모진 핍박과 박해를 받았던 거야. 이제 세상을 박해하는 것은 총과 칼이 아니야. 바로 프로지! 그런 의미에서 만약 지금의 세상을 구원하기 위해 다시 한번 예수가 재림한다면 그것은 분명 삼미슈퍼스타즈와 같은 모습일 것이라고, 나는 생각해… 

- 본문 중에서 -
화자는 프로의 시대에 프로에 소속되기를 거부하는 아마추어처럼 여전히 소외된 외로움에 허덕인다. 바나나맨처럼 포즈만 잡는 우스꽝스러운 존재였던 화자는 이제 '프로 스포츠'를 통해 프로의 이데올로기가 전면화되던 시대에 아마추어 같은 프로팀을 사랑한 나머지 짙은 외로움과 고립감 속에 빠져들어 가게 된다. 《삼미 슈퍼스타즈의 마지막 팬클럽》(이하 《팬클럽》)은 인생의 축소판인 프로야구의 탄생과 변천사에 주목한다. 그중에서도 프로야구사에 전무후무한 불멸의 기록을 남긴 '삼미 슈퍼스타즈'의 이야기를 매개로 '프로'라는 이름으로 제공된 신약육강식의 후기자본주의 시대를 읽어낸다. 그리하여 박민규는 "1할 2푼 5리의 승률로 / 세상을 살아가는 모두에게 / 그래서, 친구들에게" 이 텍스트를 선사한다. 여덟 번 정도의 전투를 치를 때 가까스로 한 번 정도를 이기면서 삶을 겨우 버텨내는 구체적인 독자들을 향해 《팬클럽》은 막무가내인 것 같지만 상당히 잘 가공된 화려한 수사로 직구와 변화구를 섞어 던지듯 비판과 위로를 뿌려댄다. 그리하여 1할대 승률 혹은 1할대 타율로 버겁게 세상을 읽어가는 존재들에게 공감 어린 위무를 보내고자 한다.
'그랬거나 말거나 1982년의 베이스볼'에서 전국의 모든 어린이들이 '국민교육헌장'을 줄줄이 암기해야 하는 시절, 느닷없이 아마추어와 프로페셔널을 이분하는 세계가 1982년에 이르러 새로이 펼쳐진다. "어린이에겐 꿈을! 젊은이에겐 낭만을!"이란 구호로 1982년 3월 27일 개막된 프로야구는 이제 바야흐로 프로의 시대가 시작되었음을 선포한다. 그리하여 이제까지 별 생각 없이 세상을 아마추어 식으로 살아오던 사람들은 놀랄 수밖에 없다. '이젠 프로만이 살아남는다 / 난, 프로라구요 / 프로의 세계는 약육강식의 세계 아닙니까? / 하루 빨리 프로가 되게 / 허허, 이 친구 아마추어구먼 / 맛에도 프로가 있습니다 / 이러고도 프로라고 말할 수 있나? / 프로의 정식 명칭은 '프로페셔널'이다 / 그녀는 프로다, 프로는 아름답다 / 프로주부 9단' 등의 '프로광고가 넘쳐나는 시대가 도래하여, '아마추어'는 낡은 것, 덜 떨어진 것, 모자란 것, 부족한 것, 순진한 것, 뒤처진 것, 추한 것 등의 표상이 되었기 때문이다. '프로'라는 화두가 이제 도태될 것인가, 프로로 살아갈 것인가의 기로에 사람들을 서게 만든 것이다. 그러나 개막 이후 1985년 6월 21일 인천 홈 구장에서 마지막 경기를 치르기까지 3년여 동안 패배의 화신이었던 삼미는 전혀 프로답지 않게 "치기 힘든 공은 절대 치지 않고, 잡기 힘든 공은 절대 잡지 않"는다는 식의 평범한 야구를 지향한다. 그러므로 삼미를 사랑한 화자는 "프로의 세상에서 아마추어를 사랑한 죄"로 인해 프로를 동경하는 존재들에게 멸시와 조롱을 받는다. 이미 삼미 같은 아마추어 팀은 '프로의 시대'에 '프로'라는 강제적 기표에 의해 장례를 치르고 무덤 속으로 사라져야 하는 존재가 되어버린 것이다.
대학생이 된 화자는 자신이 삼미 팬클럽이어서 열패감에 빠질 수밖에 없었듯, "소속이 인간을 바꾼다"는 명제를 실감하며 '우리'라는 담론에 대해 질문한다. 그러고는 운동권 리더들이 모두 일류대 소속이라는 사실을 알게 되면서 혁명에서도 '우리'라는 소속이 중요하다고 판단한다. 하지만 군인 출신 노태우의 대통령 당선은 6월 항쟁에서의 '우리'와 대통령 선거일의 '우리'가 같은 우리인지 아닌지를 질문하게 만든다. 결국 '우리'의 개념이 얼마만큼 추상적이고 모호할 수 있는지가 드러난다. 교육의 목표 역시 '소속'을 가리는 데 있었다는 비밀을 깨달은 화자는 일류대 경영학과에 입학하지만, 화자가 '삼미 슈퍼스타즈'라는 "'최하위'의 심리적 문신을 지닌 거의 유일한 인간"이기에 대학에서도 정체불명의 이질감을 느낀다.
화자는 '삼미 슈퍼스타즈의 스포츠가방'을 신앙처럼 여기는 조성훈에게서 삼미가 예수 그리스도처럼 프로의 세계에 적응하지 못한 모든 아마추어들을 대표해 모진 핍박과 박해를 받은 것이라는 이야기를 듣는다. 성훈은 세상을 박해하는 것은 총칼이 아니라 프로이며, 미국으로부터 프로와 섹스를 들여온 1982년에 프로화에 힘을 쏟던 정권의 술책을 눈치 챈 삼미 슈퍼스타즈가 프로의 정신("프로는 약육강식의 세계이다. 프로만이 살아남는다.")을 버리고 '야구를 통한 자기 수양'의 결과로 자신의 야구("치기 힘든 공은 치지 않고, 잡기 힘든 공은 잡지 않는다.")를 완성한 것이라고 판단한다. 그리하여 성훈은 삼미 슈퍼스타즈의 마지막 팬클럽을 다시 만들고, 단 한 번이라도 삼미 슈퍼스타즈의 아마추어 같은 야구를 아홉 명의 선수가 함께 해보려고 한다. 그리하여 1999년 봄 삼미 슈퍼스타즈(를 지향하는 마지막 팬클럽)와 프로 올스타즈(를 지향하는 대기업 아마추어 야구단)가 격돌하게 한다. 그러나 두 팀의 경기는 구성원들의 면면처럼 서로 다른 룰로 진행된다. '팬클럽' 회원들에게 승패는 상관없다. 대기업의 프로 올스타즈 야구인들과는 다르게 적극적으로 이길 의사가 전혀 없는 순수 아마추어 야구인들이기 때문이다. 사실 '팬클럽' 회원들은 대부분 세상에서 낙오했거나 밀려난 외로운 존재들이다. 그들은 프로의 시대에 어울리지 않으며, 전혀 프로답지 않게 프로에 물들지 않은 아마추어들인 것이다.
| “ | ‘삼미 슈퍼스타즈의 마지막 팬클럽’은 처음에는 응모작 가운데서 눈에 잘 띄는 작품은 아니었다. 그러나 일단 잡게 되면 단숨에 읽어치우게 되는 재미와 설득력을 가지고 있었다. 심사위원들 사이에 ‘가벼움’이 잠깐 문제로 떠올랐지만 그 가벼움은 이 소설의 주제이기도 했다. ‘하잘것없는 인생’에 대한 서술이면서도 팬클럽 결성과 야구 시합의 결미 부분에 가서 전망은 경쾌하게 열리고 있다. 임시직 노동자, 청년 실업자, 신용 불량자가 수백만씩 되는 무한경쟁 사회에서 이 소설은 개그 같은 말 솜씨로 일상의 소중함을 일깨운다. - 황석영(소설가) - | ” |

인천과 인천의 기막힌 상징인 삼미 슈퍼스타즈에 관한 해괴한 전설들은 이 소설에 잘 녹아 들어있는데 그러한 기본 자료를 제공한 곳이 한 야구 사이트라고 한다. 소설에서 말하지 못했던 인천 야구의 핵심과 비사가 이 사이트에는 소설보다 훨씬 많이 들어 있다.

### 카스테라
나에겐 시간이 필요했다. 이 <아버지>란 것은 무척이나 복잡한 존재였기 때문이다. 누구나 소중하다고는 하지만 분명한 세상의 해악이다. 세상에 뭐 이딴 게 다 있지?
일단은, 이란 생각에 나는 그대로의 절차를 따랐다. 그대로의 절차라 함은 말 그대로 1. 문을 연다 2. 아버지를 넣는다 3. 문을 닫는다였다. 그렇게 해서 나는 아버지를 냉장고에 넣는 데 성공했다.
꽤나 시끄러울 줄 알았던 그날 밤은 의외로 조용했다. 혹시 얼었나 싶어 문을 열어보니 아버지는 독서를 하고 있었다. 어떻게, 온도는 맞으세요? 라고 물으니 이 안에 좋은 책들이 많구나, 라며 딴청이다. 

- 본문 중에서 -
《카스테라》는 2003년 여름부터 2005년 봄까지 각종 문예지에 발표한 글들을 모은 단편집이다. 미 제국주의를 만화적 상상력으로 희화하고 비판한 《지구영웅전설》, 프로가 되기를 종용하여 인간의 본래적 삶을 포기하게 만드는 자본주의의 음모를 폭로하고, 자발적 비주류로 살아가는 즐거움을 설파한 《삼미 슈퍼스타즈의 마지막 팬클럽》, 두 장편소설로 일찍이 한국 소설사에서 찾아볼 수 없었던 새로운 세계관을 보여준 박민규는 단편소설집 《카스테라》에서 그 세계관을 유지하되 독특한 상황과 인물, B급 영화의 상상력, 감각적인 문체 등 자신만의 스타일을 심화, 발전시키고 있다.
| “ | 대한민국 문학사를 통틀어 가장 신선하고 충격적인 사건 하나를 지목하라고 한다면, 나는 서슴지 않고 박민규라는 작가의 출현을 지목하겠다. - 이외수(소설가) - | ” |

| “ | 박민규에게서 뭔가를 빼앗아올 수 있다면 나는 주저하지 않고, 그가 창안하여 우리에게 덥석 안겨준, 그 놀랍도록 새로운 문장을 가져올 것이다. - 김영하(소설가) - | ” |

### 핑퐁
소외가 아니고 배제야

- 본문 중에서 -
발랄한 상상력과 세계인식으로 <창작과비평> (2005년 여름~2006년 봄) 연재 당시 문단과 독자들의 뜨거운 호응을 받았던 박민규의 장편 소설이다. 

《핑퐁]]》은 따돌림을 당하는 두 중학생을 내세워 탁구로 세계를 해석하면서 자유로운 상상력으로 사유의 널뛰기를 진행하며, 허구와 사실, 거짓과 진실의 경계를 단숨에 넘어버린다. 박민규는 개인과 전체, 개체와 인류, 지구와 우주, 매 맞는 아이와 때리는 아이 등의 문제들을 뒤섞어 '벌판의 탁구대'로 독자를 안내한다. 탁구대로 안내된 이상 독자는 인류를 대표하는 기계적 감각의 낮새와 밤쥐들과 복식의 탁구 경기를 치러야 할지도 모른다. 그리고 경기가 끝난 후, '못과 모아이'처럼 인류를 유지할 것인지 언인스톨할지를 결정해야 할지도 모른다.
'못과 인간의 중간 정도'의 존재감으로 이미테이션 같은 느낌 속에 살아가는 화자는 아무 잘못도 없는데 친구들이 말을 걸지 않아서 친구가 없다. 더구나 '다수결의 논리'가 통용되는 세계에서 따를 당하는 것도 다수결이며 누구나 '다수인 척'하면서 평생을 살아가기에, 화자 역시 "따 같은 거 당하지 않고, 누구에게도 피해를 주지 않고, 다수인 척 세상을 살아가"고 싶은 꿈을 지녔지만 그렇게 되지는 않는다. 그러므로 화자는 "인류라는 전체가 개인을 굽어보기에는 개인이란 개체가 너무나 많"으며, 한 사람의 인간은 인류와는 전혀 다른 생물이며, 개인은 세계로부터 배제되어 있고, 특히 따를 당한다는 것은 소외가 아니라 배제되는 것이며, 살아간다는 것이 실은 인류로부터 계속 배제되어 가는 것이라고 생각하게 된다. 결국 '인류'는 화자에게 두려운 존재감으로 각인된다. 그렇기에 화자는 "60억이나 되는 인간들이 / 자신이 왜 사는지 아무도 모르는 채 / 살아가는 거잖아요 / 그걸 용서할 수가 없어요"라고 작은 소리로 '밤말을 듣는 쥐, 중간자, 탁구계의 간섭자'인 세끄라탱에게 말하는 것이다.
화자가 인류를 불신하듯 모아이 역시 거대한 우주의 빈 공간을 상상하며, 지구나 우리 같은 것이 정말 있기나 한 것인지, 우리도 200킬로미터 떨어져 있는 탁구공 같은 것은 아닐지, 보이지도 않는 존재들인데 왜 이렇게 노력하며 힘든 삶을 살아야 하는 것인지, 왜 우리는 생존해야 하는 것인지, 우린 왜 인간인 것인지를 자문하며, 건강하게 탁구를 치면서 생존해야 한다고 생각한다. 세끄라탱에게서 좋든 싫든 인류의 대표와 탁구 시합을 벌여서 생태계의 현재 폼을 유지할 것인지 아니면 언인스톨할 것인지를 결정지어야 한다는 이야기를 들으며, 화자와 모아이는 "너와 나는 세계가 <깜박>한 인간들"이라는 결론을 내리게 된다. 결국 핑퐁이 인류가 깜빡해 버린 존재와 절대 깜빡하지 않을 존재 사이의 전쟁이 된 셈이다. 11점 7세트 4선승제의 지리멸렬하고 더없이 지루한 랠리로 시작된 시합은 인류의 대표인 쥐와 새의 과로사로 끝나, 화자와 모아이에게 결정권이 돌아온다. 세계에서 보낸 일상을 떠올리던 화자는 새삼스럽게 모든 건 추측일 뿐 인류에 대해 아는 게 하나도 없음을 느끼며, 모아이와 함께 언인스톨에 고개를 끄덕인다. 결국 그토록 인류에게 따를 당하던 '화자와 모아이'는 인류가 제거된 더없이 고요한 세계 속에 살면서, 모아이는 열심히 스푼을 구부리고 화자는 학교를 열심히 다녀보려 결심하며 작품은 종결된다.

친구들에게 따돌림과 무자비한 폭력을 당하는 '못과 모아이'라는 별명의 두 중학생의 이야기에서 시작된 이야기는 인류의 언인스톨로 귀결된다. 인류에게 배제당한 소년 둘이 인류를 제거해버린다는 설정, 이 설정 자체는 허무맹랑하지만 뒷맛은 그렇게 간단하거나 개운치가 않다. 지금 이 도시의 어딘가에서도 이 소년 둘처럼 희미한 존재감으로 살아가는 아이들이 있을 것이기 때문이다. 그들이 인류를 제거하기 전에 그들과 핑,퐁,하며 대화를 시도해야 한다고 작가는 외로움에 깊이 빠져 있는 독자에게 이야기한다.
| “ | 박민규의 소설은 우선 재미있게 읽지만 그 ‘재미’의 성격이 간단치 않다. 새로운 감각과 재치 넘치는 표현, 기발한 착상 등 여러 신예작가들이 공유하는 미덕 외에도 언어예술의 온갖 가능성을 총동원하는 드문 능력의 산물이기 때문이다. 장편소설에서 특히 그러한데 핑퐁도 예외가 아니다. 손에 들면 단숨에 읽히지만 책을 놓았다가 다시 잡을 때면 이것이 줄거리로만 연결된 작품도 아니려니와 줄거리를 떠나 입심으로만 끌고 가는 소설도 아님을 실감하곤 한다. - 문학평론가 백낙청 - | ” |

### 누런 강 배 한 척
건너고 싶다.
저 누런 강, 나는 한 척의 배처럼

- 본문 중에서 -
박민규의 소설에서 드러나는 화자는 여전히 외롭다. 그러나 〈누런 강 배 한 척〉(《문학사상》, 2006년 6월)에 이르면 외로움의 실체가 그 이전과는 달라 보인다. 그것은 기존 작품에서는 1인칭 화자들을 어린 소년이거나 미성숙한 성인으로 그렸지만 이 작품에서는 환갑에 이른 노인을 화자로 설정했다는 점에서 기인한다. 그리하여 현실 비판의 풍자적 잣대가 적용하기보다는 노년의 화자를 통해 실존의 무늬를 성찰하는 데 초점이 놓인다. 어쨌든 이 작품은 자식이 둘이나 있음에도 가산을 정리하고 치매에 걸린 부인과 함께 자살여행을 떠나는 환갑의 화자(김인호)가 삶과 죽음을 진지하게 조망하는 데 무게감이 실려 있는 것이다. 그리하여 '우리는 어디로 향해 가는가? 우리네 인생이란 것이 얼마나 초라하고 보잘것없이 반복되는 것인가?'라는 대답 없는 질문이 작품 내내 계속된다. 그러다가 결말부에서는 느닷없이 치매 걸린 부인의 억압된 성욕이 마사지사에 의해 표출된다. 

정년퇴직 이후 치매에 걸린 아내 대신 1년 전부터 전적으로 가사를 책임지게 된 화자는 병원에서 적어도 아흔 살까지 살겠다는 말을 듣고 절망한다. "소소하고 뻔한, 괴롭고 슬픈 하루하루를 똑같은 속도로 더디게 견뎌야 하는" 앞으로의 삼십 년 생을 살고 싶지 않기 때문이다. 그리하여 이제 그만 '누런 강'처럼 불빛이 흐르는 도시의 도로를 '한 척의 배'처럼 건너고 싶어서, 6개월 동안 수면제를 모으고 아내와 함께 한 달 일정으로 생의 마지막 자살여행을 떠난다. 호텔에서 화자가 수면제를 털어 넣으려던 순간 젊은 마사지사의 우연한 방문을 받는다. 일종의 성적 서비스를 한다는 사내에게 생의 처음이자 마지막이 될 마사지를 받던 아내는 연거푸 욕정에 겨운 낮은 신음소리를 지른다. 마사지 후 샤워를 마친 사내와 화자가 캔맥주로 건배를 하면서 작품은 종결된다. 자살여행이 치매 아내의 성욕 확인으로 종결되는 상황은 진지한 내면 풍경의 탐색을 마무리하는 지점에 박민규식 반전이 도사리고 있음을 보여준다. 하지만 죽음 충동과 사랑 충동의 성본능의 두 얼굴이라는 점에서 화자 부부의 자살여행이 욕망의 본질을 확인하는 마무리 여행이 되었음은 분명해 보인다. 

인생이라는 긴 강 위에 홀로 선 배 한 척처럼 노년에 이른 퇴직자에게 인생은 그렇게 고독한 존재감으로 다가온다. 더 이상 생의 굴곡을 느낄 수 없는 환갑의 퇴직자에게 하루하루 쳇바퀴 돌 듯 똑같은 일상이 밋밋하게 존재할 때, 사람은 누구나 자신이 그저 막막하게 떠 있는 '배 한 척'에 불과함을 자인하게 될지도 모른다. 이렇게 심각한 포즈를 취하며 죽음의 그림자를 전면에 내세우던 소설은 말미에 이르러 호텔 침대 위에서 젊은 사내의 마사지를 받으며 낮은 신음을 토해내는 치매 걸린 아내를 배 한 척으로 묘사한다. 그리고 아내에게 단 한 번도 그렇게 정성스레 마사지해 주듯 인생을 살아오지 않는 화자는 시원한 맥주 한 모금을 씁쓸하게 넘길 뿐이다. 

〈누런 강 배 한 척〉은 노년의 묵중하고 허허로운 시선을 잘 빚어낸 작품이다. 생의 주변을 정리하고 똑같은 생의 반복이 무서워 스스로 자살하려고 여행을 떠나는 화자의 심정이 고요한 묵상의 표현으로 빛을 발하고 있기 때문이다. "취객 같은 봄볕"이라거나 "내린 인간의 부피만큼 또 봄볕이 자리를 차지한다"는 묘사는 박민규가 단순히 비루한 현실을 과장하거나 가벼운 농담과 조롱의 어법으로만 일관하는 작가가 아님을 증거한다. 이 작품은 박민규식 농담이 실존적 내면 풍경의 진지함으로 착색되고 있음을 보여준다. 가벼운 몽상의 언어에서 진지한 탐색의 수사학으로 그의 중심축이 이동하고 있는 것인지도 모른다.

## 더 읽을 거리
- 체험, 삶의 공포(2003.09.03.)
- 삽질하고 있네[깨진 링크(과거 내용 찾기)] (2003.09.27.)
- 죽고 싶은 건 당연한 거야 (2003.10.08.)
- 착각 (2003.10.23.)
- 슬픔의 바오밥나무 (2003.11.06.)
- 메뚜기도 한철[깨진 링크(과거 내용 찾기)] (2003.11.20.)
- 영어완전정복[깨진 링크(과거 내용 찾기)] (2003.12.05.)
- 크리스마스 악몽[깨진 링크(과거 내용 찾기)] (2003.12.17.)
- 디 엔드[깨진 링크(과거 내용 찾기)] (2004.01.02.)
- 황금광시대[깨진 링크(과거 내용 찾기)] (2004.01.15.)
- 실크로드VS다운로드 (2004.02.05.)
- 다 알면서[깨진 링크(과거 내용 찾기)] (2004.02.18.)
- 여하튼, 편지라니[깨진 링크(과거 내용 찾기)] (2004.03.04.)
- 세상에나, 문학의 밤 (2004.03.17.)
- 넘버, 쓰리 (2004.04.09.)
- 오버, 더 레인보우[깨진 링크(과거 내용 찾기)] (2004.04.22.)
- 죽느냐 사느냐 (2004.05.07.)
- 패스트, 푸드[깨진 링크(과거 내용 찾기)] (2004.05.21.)
- 주중적국(舟中敵國) (2005.05.25.)
- 부장님 뭐하세요? (2005.06.09.)
- 코리아여, 울지 마세요 (2005.06.23.)
- 핵, 핵, 핵가족 (2005.07.07)
- 아니면 말고 (2005.07.21.)
- 도스여, 잘 있거라 (2005.08.04.)
- 털, 났습니까? (2005.08.18.)
- 조금만 더 (2005.09.01.)
- 구구 팔십일 (2005.10.06.)
- 패션입니까? 패션입니다! (2005.10.19.)
- 싸움의 발견 (2005.11.03.)
- KBS TV문학관 카스테라 (2007.03.02.)

## 참고 문헌
- 박민규, <지구영웅전설>, 문학동네, 2003
- 박민규, <삼미 슈퍼스타즈의 마지막 팬클럽>, 한겨레신문사/가족선물, 2003
- 박민규, <카스테라>, 문학동네, 2005
- 박민규, <핑퐁>, 창비, 2006
- 편집부, <문학사상>, 문학사상사, 2006.